# 레스푸블리카
레스푸블리카(키르기스어: Республика)는 키르기스스탄의 옛 보수주의 정당이다. 레스푸블리카는 키르기스어로 "공화국"을 뜻한다. 2010년에 오무르베크 바바노프가 창당했으며 2014년에 아타 주르트와의 합당을 통해 레스푸블리카-아타 주르트로 개편되면서 소멸되었다.